# Gruppo Italiano
Gruppo Italiano est un groupe italien d'Italo disco et pop, actif entre 1980 et 1989. Il est surtout connu pour la chanson Tropicana, classée sixième au hit-parade italien en 1983.

## Histoire
En 1984, le groupe participe au Festival de Sanremo avec la chanson  Anni Ruggenti , qui culmine numéro 12 du hit-parade. Le groupe se sépare en 1989.

## Membres
- Patrizia Di Malta - chant
- Raffaella Riva - voix, percussions
- Gigi Folino - basse
- Roberto Bozo Del Bo - batterie
- Chicco Santulli - guitare

## Discographie

### Albums studio
- 1982 : Maccherock
- 1984 : Tapioca manioca
- 1985 : Surf in Italy

### Singles
- 1983 : Tropicana
- 1984 :  Anni ruggenti
- 1985 :  Sole d'agosto